# 欧亚大草原

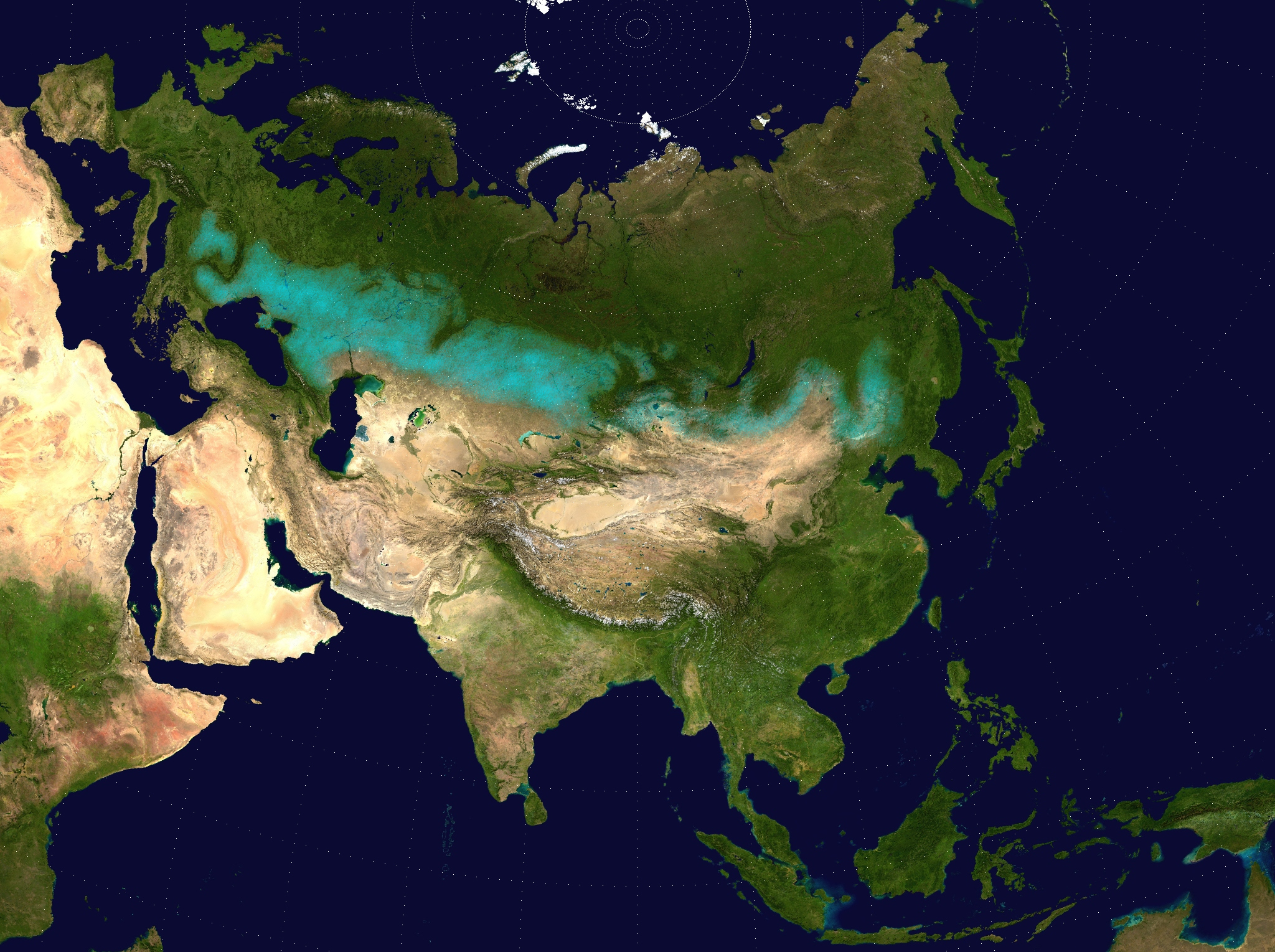
帶狀的欧亚大草原

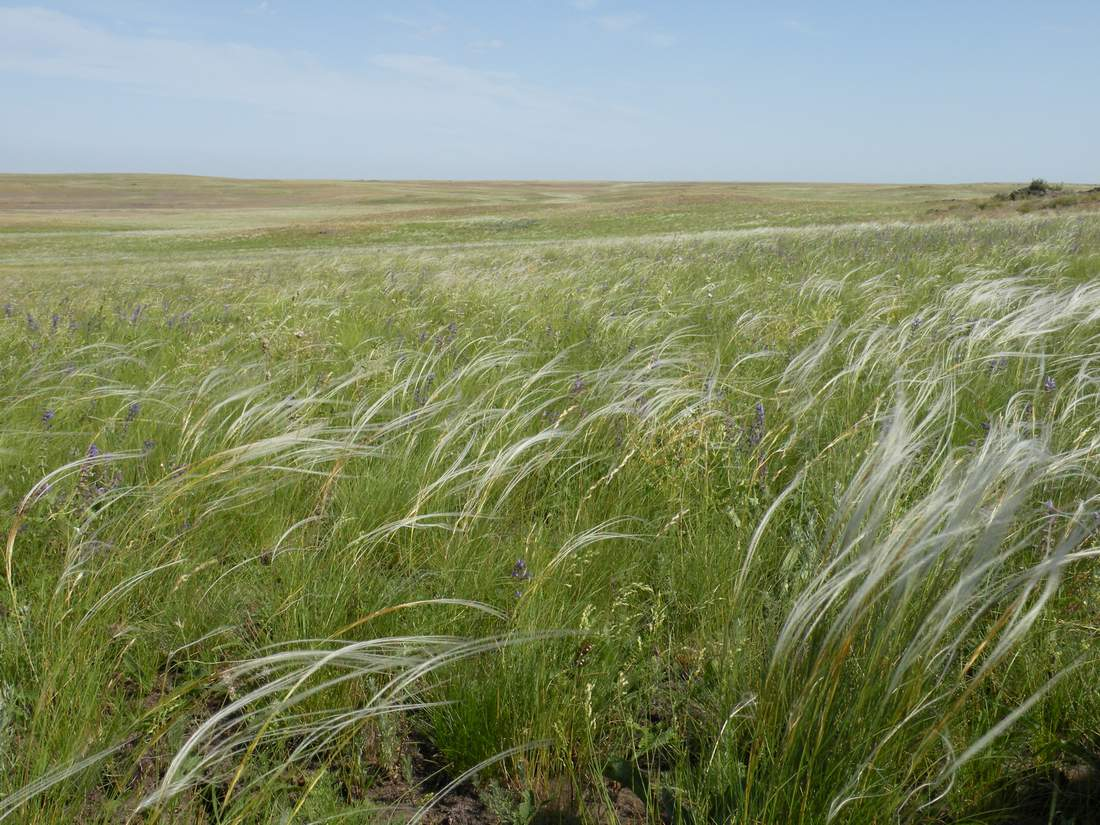
在奧倫堡州的俄罗斯草原

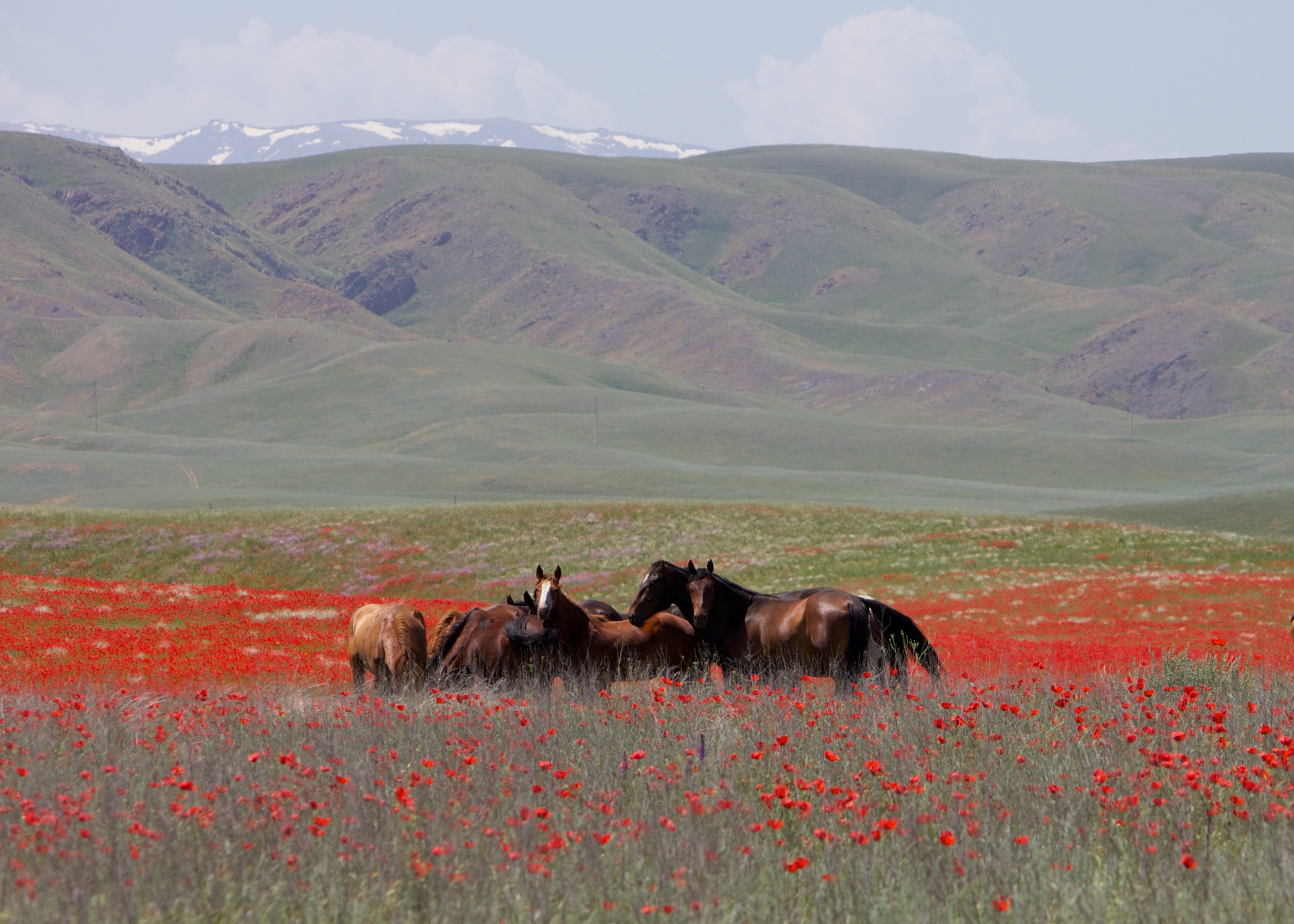
哈薩克東部的夏季放牧

歐亞大草原（英語：Eurasian Steppe 或 Great Steppe、The Steppes 等），是指一個西起匈牙利，穿越烏克蘭和中亞，東至滿洲，綿延約8,000公里的草原地區。 本地區可細分為蒙古高原－大兴安岭草地区、阿拉山口、哈萨克草原、烏拉爾－裏海草原、東歐大草原等。位在潘諾尼亞平原的潘諾尼亞草原（英語：Pannonian Steppe）雖沒有與其他草原相連，但被歸屬本地區。 本地區是地球上面積最大的溫帶草原，其東西向最遠距離幾乎達地球周長的五分之一。
多個山脈將草原分割成不同部分，但騎兵可以輕易跨越此類障礙；因此，在大部分的時間裡，長期生活在本地區的族群經常本地區進行互動。但是，在古代，長期生活在本地區的族群自己留下的有關文字紀錄相對稀少。中國大陸、中東和歐洲地區的記錄，也只講述各自草原邊境有限範圍內發生的事情。考古學提供真實但有限的幫助（本地區有許多酋長墳墓有墓葬遺物）。直到公元1000年左右，關於本地區人群互動的資訊仍充滿很大的不確定性。
本地區一直是最重要的旅行和貿易經過地區之一。這片平坦的土地提供亞洲和歐洲之間理想的交通路線。以馬、驢和駱駝作交通憑藉的人類活動在此發生達數千年。本地區最著名的貿易路線是絲綢之路，建立於約西元前200年。 13世紀時，蒙古領袖成吉思汗率領其族人組成的騎兵部隊，征服幾乎整個歐亞草原上的人群。 對成吉思汗和其族人十分關鍵的馬術文化，至今對大多數歐亞草原本土文化來說仍很重要。從東方的蒙古到俄羅斯西部的哥薩克，這些人群都依賴馬在廣闊的草原上進行各種重要的活動。現今，本地區許多節慶和社群活動都仍以騎馬為主題。

## 參看
- 匈牙利大平原
- 草原絲綢之路